# Alzira (Manfroce)
Alcira es una ópera en tres actos del compositor italiano Nicola Manfroce, con libreto en italiano de Gaetano Rossi, basado en la obra de teatro "Alzire, ou les Américains" de Voltaire, el mismo argumento que Verdi empleará casi 40 años después en su "Alzira". Fue estrenada en el Teatro Valle de Roma el 10 de septiembre de 1810.

## Historia
Tras el estreno de la cantata "La nascita di Alcide" en Nápoles en 1809, Nicola Manfroce se traslada a Roma con la intención de estudiar con Nicola Zingarelli. Allí entra en contacto con la obra operística de notables compositores clásicos, incluyendo del propio Zingarelli y tiene ocasión de escuchar al tenor Nicola Tacchinardi, que protagonizará el estreno de su primera ópera. Zingarelli probablemente fue quien consiguió el contrato para Manfroce, sustituyendo al de su propia "Berenice", que tuvo que retratarse por problemas con el libretista. Para su primera ópera, a Manfroce le ofrecieron un libreto escrito por Gaetano Rossi en 1805 para la ópera de Johann Simon Mayr "Gli americani", aunque el libreto fue adaptado para Manfroce por Jacopo Ferretti.
El estreno de la ópera, que tuvo lugar el 10 de septiembre de 1810, fue un gran éxito; se destacaron su frescura melódica y concisión formal, con influencia de Cimarosa y Mozart. La ópera se representó en varias ciudades italianas más, siendo estrenada en Florencia en 1813, Venecia y Milán en 1816 y Nápoles (donde Manfroce estrenó su siguiente ópera, Ecuba en 1818, protagonizada por Benedetta Rosmunda Pisaroni y Giovanni David. La última representación tuvo lugar en Bolonia en 1822.
La ópera no ha sido recuperada en la Época Moderna.

## Personajes
| Personaje                                             | Voz                   | Elenco del estreno           |
| ----------------------------------------------------- | --------------------- | ---------------------------- |
| Alzira (doncella india)                               | soprano               | Isabella Colbran             |
| Zamoro (príncipe indio, su prometido)                 | contralto in travesti | Adelaide Malanotte Montresor |
| Gusmano (general español)                             | tenor                 | Nicola Tacchinardi           |
| Montezzo (padre de Alzira)                            | bajo                  | Pio Botticelli               |
| Alvarez (padre de Gusmano)                            | tenor                 | Vincenzo Zappucci            |
| Emira (confidente de Alzira)                          | soprano               | Olimpia Dedotti              |
| Oficiales y soldados españoles, indios de ambos sexos |                       |                              |

## Argumento
La acción tiene lugar en la ciudad de Lima y alrededores.  
Acto I
Llanura frente a una montaña, con cabañas dispersas
Los indios huyen ante la llegada de los españoles, pero Montezzo los tranquiliza afirmando que su hija Alzira va a casarse con Gusmano como símbolo de paz. Emira le recuerda que Alzira aún llora la muerte de Zamoro, pero Montezzo insiste en que acojan a Gusmano como un amigo. Gusmano y su padre Alvarez son cálidamente acogidos por los indios, pero Gusmano, feliz de poder casarse con Alzira, tiene que ausentarse un momento. Montezzo está satisfecho de haber logrado la paz. 
Solitario bosque sombrío
Alzira llora ante su tumba a Zamoro, quien debía ser su esposo, asesinado por los españoles cinco años antes, y se niega a casarse con uno de ellos, ya que prefiere morir. Llegan Montezzo y Gusmano; su padre le dice que ha acordado casarla con Gusmano, y ella acepta, pero el español la ve llorando por Zamoro y le obliga a dejar de amarlo en su corazón. Montezzo espera que Alzira pueda cambiar, pero Emira sabe que nunca podrá ser feliz. 
Llanura frente a una montaña, con cabañas dispersas
Llegan Zamoro y sus hombres, de regreso a su tierra; Zamoro está ansioso por ver a Alzira, pero al ver que llegan españoles se esconde. Pero Alvarez lo ha visto y lo llama, diciendo que son amigos. Zamoro reconoce en él al único español capaz de mostrar piedad, y le muestra la espada que él le dio cuando le salvó la vida. Alvarez presenta a a Zamoro antes Gusmano como su salvador. Zamoro le recrimina a Gusmano que siga la guerra, pero el español le confirma que ya se ha acordado la paz con un matrimonio, el suyo con Alzira. Zamoro (que no es reconocido como tal) recuerda que Alzira estaba ya comprometida con Zamoro, pero Gusmano dice que cayó en combate. Al saberlo, Zamoro acepta la invitación de acudir a la boda para así poder vengarse tanto de Gusmano como de la infiel Alzira. 
Solitario bosque sombrío
Alvarez jura proteger a su salvador Zamoro y darle todo lo que necesite. 
Iglesia española construida sobre las ruinas del templo al sol de los indios 
Va a celebrarse la boda, estando Gusmano feliz y Alzira en cambio se siente morir. Cuando va a hacer su juramento se presenta Zamoro, y ella se desmaya al verlo. Gusmano lo acusa de traición, pero entonces Zamoro revela su identidad y Montezzo le recuerda a Gusmano que fue quien le salvo la vida a su padre. Llegan entonces rumores de guerra, y Gusmano tiene que partir al campo de batalla, dejando a Alzira al cuidado de Zamoro. 
Acto II
Llanura frente a una montaña, con cabañas dispersas
Los españoles han derrotado a los indios, pero Zamoro planea atacarlos de nuevo. Se enfrenta a Alzira por haber aceptado casarse con Gusmano, pero ella consigue convencerle de que sólo le ama a él. Llega Alvarez, que busca a su salvador, pero Montezzo le cuenta que ha habido una batalla y Alvarez parte para calmar a su hijo. 
Solitario bosque sombrío
Gusmano descubre que Alzira sigue amando a Zamoro y estalla en celos; hace traer al indio, que ha sido capturado, y le ofrece a Alzira su vida a cambio de que se case con él. Ella se niega, y Gusmano clama venganza. Cuando se van, Montezzo le cuenta lo ocurrido a Alvarez, que va a buscar a su hijo para salvar a Alzira y Zamoro. Montezzo le pide ayuda al cielo. 
Tenebrosa prisión
Zamoro espera su final en la prisión. Llega Gusmano y le ofrece salvarlo si él le permite casarse con Alzira; Zamoro se niega, y Gusmano se dispone a castigarlo. 
Solitario bosque sombrío
Montezzo envía a Emira a cuidar a su hija, ya que teme por su vida. 
Mina de oro
Alvarez ha sacado a Zamoro de la prisión, y Alzira le pide que huya a la selva, pero él se niega a abandonarla. Llega en ese momento Gusmano, que se sorprende al saber que todo ha sido un plan de su padre. Acuerda dejar huir a Zamoro si Alzira se casa con él, pero como ella se niega, amenaza con matar a Montezzo, y hace detener a Zamoror; pero el indio entonces amenaza a Alvarez. Las súplicas de piedad de Alzira tienen éxito, y Alvarez se prepara para aplacar la tiranía de su hijo. 
Solitario bosque sombrío
Gusmano finalmente acepta que Alzira y Zamoro se casen, y la pareja no cabe en sí de felicidad. 

## Discografía
No existe por el momento ninguna grabación de la ópera.